# Comté de Carroll (Missouri)
Pour les articles homonymes, voir Comté de Carroll.
Le comté de Carroll , en anglais : Carroll County, est un comté du Missouri aux États-Unis. Le siège du comté se situe à Carrollton. Le comté fut créé en 1833 et nommé en hommage au père fondateur Charles Carroll de Carrollton.  Au recensement de 2000, la population était constituée de 10.285 individus.

## Géographie
Selon le bureau du recensement des États-Unis, le comté totalise une surface 1.819 km² dont 20 km² d’eau.

### Comtés voisins
- Comté de Livingston (Missouri)  (nord)
- Comté de Chariton  (est)
- Comté de Saline (Missouri)  (sud-est)
- Comté de Lafayette (Missouri)  (sud-ouest)
- Comté de Ray  (ouest)
- Comté de Caldwell (Missouri)  (nord-ouest)

### Routes principales
- U.S. Route 24
- U.S. Route 65
- Missouri Route 10
- Missouri Route 139

## Démographie
Selon le recensement de 2000, sur les 10.285 habitants, on retrouvait 4.169 ménages et 2.880 familles dans le comté. La densité de population était de 6 habitants par km² et la densité d’habitations (4.897 au total) était de 3 habitations par km². La population était composée de 96,95 % de blancs, de 1,72 %  d’afro-américains, de 0,27 % d’amérindiens et de 0,13 % d’asiatiques.
30,20 % des ménages avaient des enfants de moins de 18 ans, 57,4 % étaient des couples mariés. 25,2 % de la population avait moins de 18 ans, 7,4 % entre 18 et 24 ans, 24,5 % entre 25 et 44 ans, 22,9 % entre 45 et 64 ans et 20,1 % au-dessus de 65 ans. L’âge moyen était de 40 ans. La proportion de femmes était de 100 pour 94,2 hommes.
Le revenu moyen d’un ménage était de 30.643 dollars.

## Villes et cités
| - Bogard - Bosworth | - Carrollton - De Witt | - Hale - Norborne | - Stet - Tina | - Wakenda |